# ユーロープ
『ユーロープ』（仏：Europe [ø.ʁɔp]、「欧州」の意）は、作家ロマン・ロランらによって1923年に創刊されたフランスの文芸雑誌。現在、年に7回、刊行されている。
フランスの雑誌であるために、誌名はフランス語のカタカナ表記だが、ユーロープのほか、ユーロップ、ウーロープ、ウーロップの表記揺れがある。

## 歴史

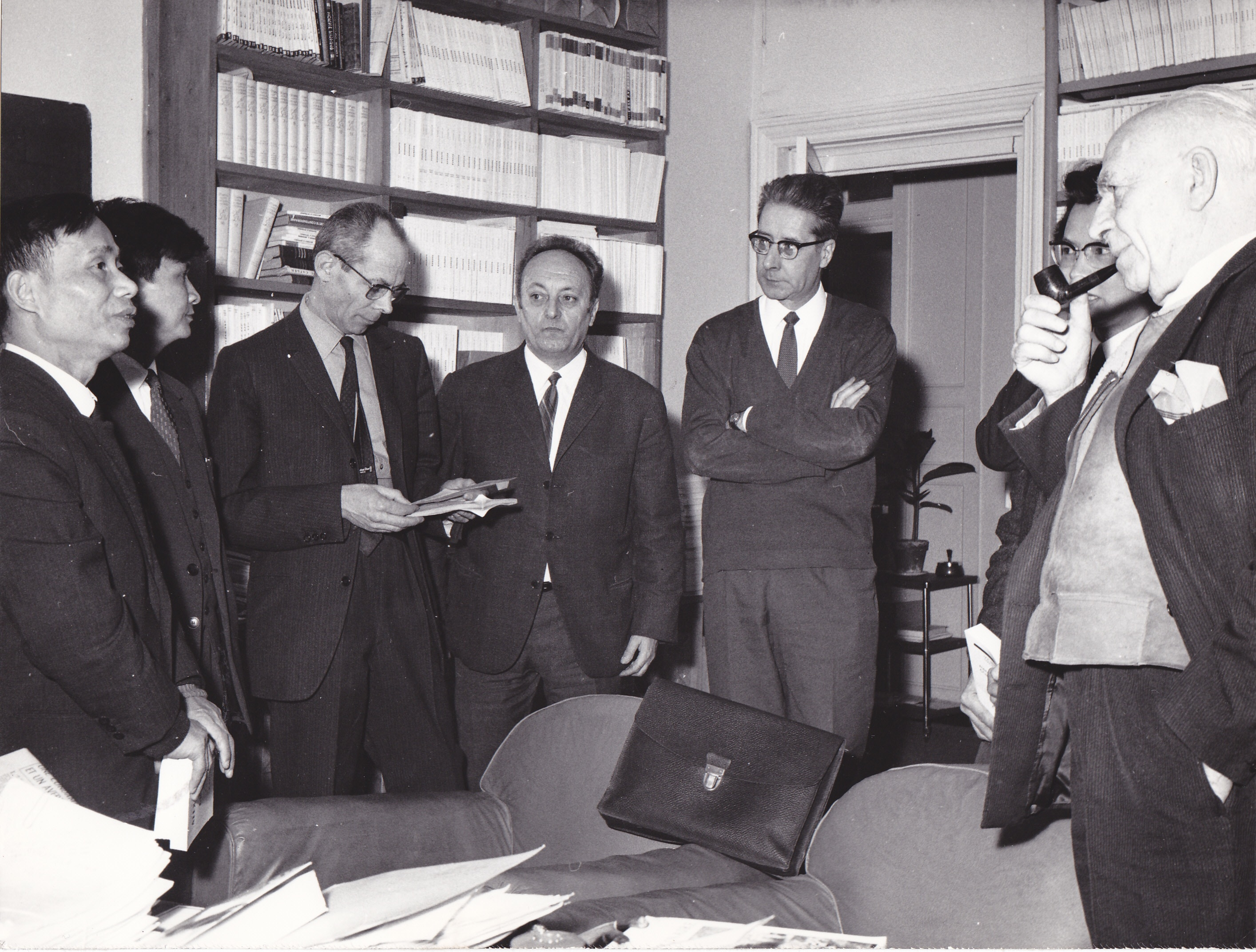
『ユーロープ』誌編集部で来仏したベトナムの作家と共に。左から（本を手にしている）ジャック・ゴーシュロン、アルマン・モンジョ（Armand Monjo）、ピエール・ガマラ、（パイプをくわえている）ピエール・アブラアム（1964年）。

『ユーロープ』誌はロマン・ロランらによって1923年2月15日に創刊された。当初はリーデル社（後にフランス大学出版局に吸収）から出版された。1924年にアルベール・クレミューが編集長に就任した。『ユーロープ』誌は、ロマン・ロランの「精神の独立」の理念に基づく平和主義の雑誌であり、1920年代には第一次大戦後の欧州の再建に関する議論の場であった。編集長はクレミューの後、ルネ・アルコス（1929年まで）、ジャン・ゲーノ（1936年まで）、ジャン・カスー（1939年まで）が務めた。1930年代に、アクション・フランセーズなどの右派・極右勢力がナチスによるドイツ制覇に連動して民衆を扇動し、国会前で共和制打倒の暴動を起こした事件（1934年2月6日の危機）を受けて、反ファシズム知識人監視委員会が結成されたとき、この最初の議論の場となったのもゲーノが編集長を務める『ユーロープ』誌であったが、こうした経緯から、同誌には主に共産党員が寄稿するようになり、このために、独ソ不可侵条約の調印後、他の共産党の機関紙と同様に休刊となった。
1946年、『ユーロープ』誌はルイ・アラゴンにより再刊された。最初はフランス叢書から、1949年からは同年にアラゴンが共産党の出版局として創設したフランス合同出版から刊行された。ピエール・アブラアムは発行人として1974年に死去するまでこの仕事に尽力した。編集長に任命されたピエール・ガマラは、この後1995年まで、アブラアムの後任として20年以上にわたって発行人を務めた。この後2014年までシャルル・ドブジンスキー、2014年以降はジャン＝バティスト・パラが発行人を務めている。

## 戦前の主な寄稿者
1920年代
- シャルル・ヴィルドラック
- イヴァン・ブーニン
- エリー・フォール（フランス語版）
- ラモン・ゴメス・デ・ラ・セルナ（フランス語版）
- パナイト・イストラティ
- ラビンドラナート・タゴール
- マクシム・ゴーリキー
- ジュール・シュペルヴィエル
- マックス・ジャコブ
- ヴァージニア・ウルフ

1930年代
- ホセ・ベルガミン（スペイン語版）
- ウィリアム・フォークナー
- ヴァルター・ベンヤミン
- ジャン・ジオノ
- フィリップ・スーポー
- トリスタン・ツァラ
- ピエール・ジャン・ジューヴ
- ルネ・ドーマル
- ロジェ・マルタン・デュ・ガール
- ポール・ニザン
- アンリ・ミショー
- ルイ・アラゴン
- ポール・エリュアール